# Протодиякон

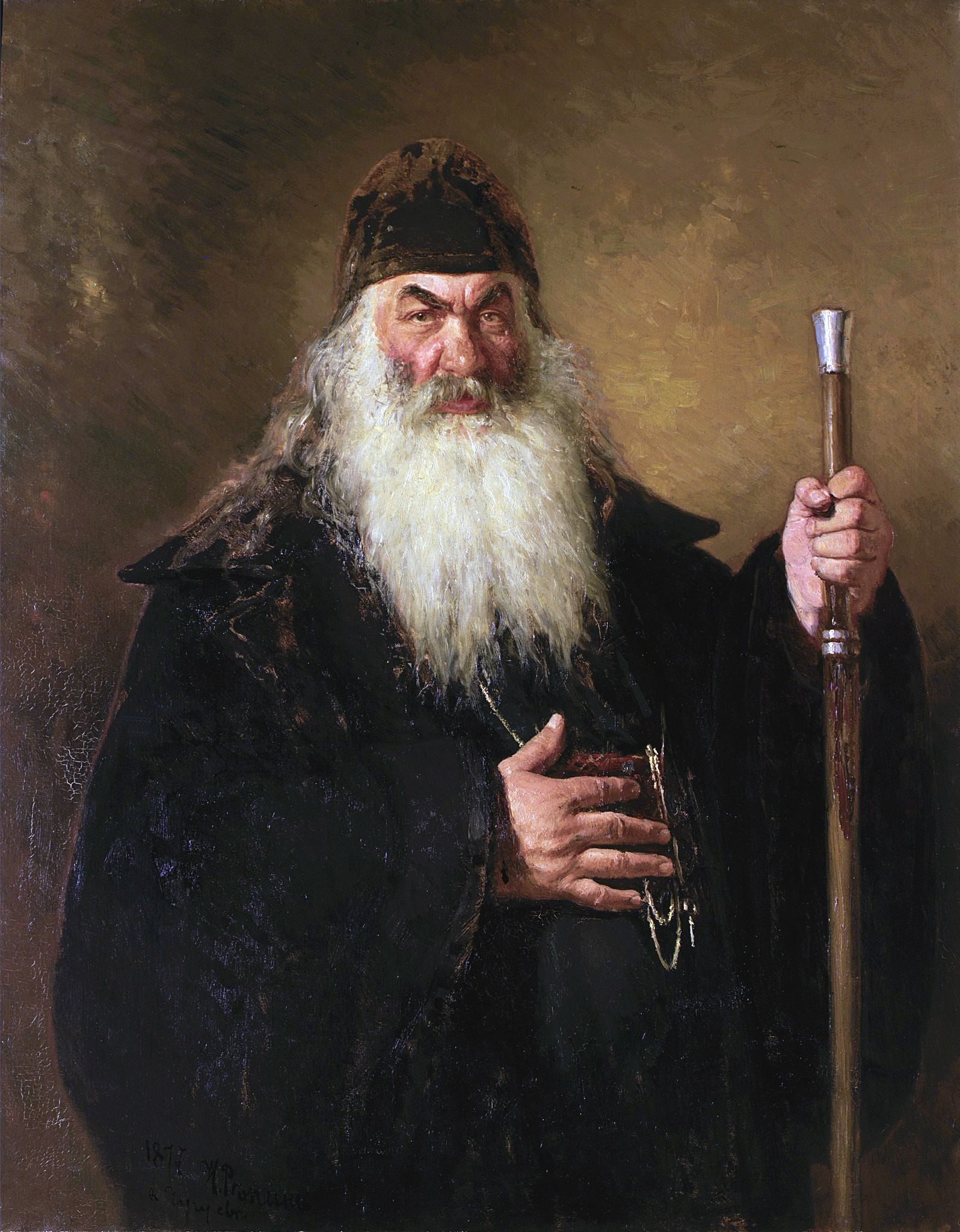
Портрет протодиакона, Ілля Рєпін, Третьяковська галерея

Протодия́кон (грец. Πρωτοδιάκονος від дав.-гр. πρῶτος «перший» й дав.-гр. διάκονος — «служитель») — титул білого духівництва, головний диякон у єпархії при кафедральному соборі. Титул протодиякона надавався у вигляді нагороди за особливі заслуги, а також дияконам придворного відомства. Знак відмінності протодиякона — подвійний орар. Порядок здійснення церковного обряду в сан протодиякона знаходиться в «Чині архієрейського священнослужіння».
Знак відмінності протодиякона — орар з вишитими словами старослов'янською мовою: «Святъ, святъ, святъ».
Протодиякони нерідко славилися своїм голосом, бувши одним з головних прикрас богослужіння.
Сан протодиякона отримується через спільне для всіх дияконів Таїнство Священства першого ступеня — диякон.
Патріарший протодиякон носить титул архідиякона.

## Відомі протодиякони
- Брижак Олег — православний протодиякон
- Продиус Михайло (*08.03.1957, с. Бринці на Львівщині — †05.03.2021, м. Київ) — протодиякон Патріаршого Собору Воскресіння Христового УГКЦ[6][7]
- Василь Потієнко — православний протодиякон
- Атаманов Михайло Гаврилович — православний протодиякон
- Кураєв Андрій В'ячеславович — православний протодиякон